# Église Saint-Jacques de Chemiré-sur-Sarthe
L'église Saint-Jacques est une église située à Chemiré-sur-Sarthe, en France.

## Localisation
L'église est située dans le département français de Maine-et-Loire, sur la commune de Chemiré-sur-Sarthe.

## Historique
L'édifice est inscrit au titre des monuments historiques en 1926.